# اچ‌ام‌اس پرسئوس (آر۵۱)
اچ‌ام‌اس پرسئوس (آر۵۱) (به انگلیسی: HMS Perseus (R51)) یک کشتی بود که طول آن ۶۹۵ فوت (۲۱۱٫۸ متر) بود. این کشتی در سال ۱۹۴۴ ساخته شد.